# جورج إم. ماركوس
جورج إم. ماركوس (بالإنجليزية: George Marcus)‏ هو شخصية أعمال أمريكي، ولد في 1941 في وابية في اليونان.